# Textielindustrie in Helmond
De textielindustrie in Helmond was  vanaf de stichting van de stad tot eind jaren 1960 de belangrijkste tak van nijverheid. Ze kent een lange voorgeschiedenis die verbonden is met het gildewezen en later ook met proto-industrie, waarbij huisnijverheid regel was.

## Gilden en proto-industrie
In het 14e-eeuwse Helmond bestonden zeven gilden: Dat van de teullieden of landbouwers, de bontmaeckeren (bont- en pelsmakers), de bakkers en de slagers, het zogeheten Laagambacht (smeden, tingieters etc.), de wevers, de volders, en de snyders en droogscheerders. Het laatste viertal gilden had met textiel te maken, en drie daarvan hadden rechtstreeks met de lakenindustrie van doen. In 1389 werden de rechten en plichten van de gilden vastgelegd door Heer Jan III Berthout van Berlaer in de kaart van de zeven ambachten.
Tegen het einde van de 15e eeuw vond er een geleidelijke overgang van wol naar linnen plaats. Er werd in die tijd in de omgeving veel vlas verbouwd. Niet voor niets heette de Helmondse Rederijkerskamer omstreeks 1620: De Vlasbloem. De linnenhandel was tot 1636 vooral op het zuiden gericht, maar de oorlogssituatie maakte deze handel onmogelijk, en men ging zich op het noorden, met name Haarlem, richten. Er ontstond een systeem van commisionairs, die garen leverden en lijnwaad afnamen. Hun plaatselijke tussenpersonen waren de fabrikeurs. We spreken hier van proto-industrie. Ook vertrokken sommige handelaren en wevers naar Haarlem, wat een belangrijk centrum van linnennijverheid en -handel was geworden.
In de 18e eeuw was de linnennijverheid de belangrijkste van Helmond geworden. De wevers werkten in een systeem van huisnijverheid. Ze waren arm en werden afhankelijk van hun fabrikeurs gehouden. In de dorpen in de omgeving waren de lonen nog lager.

## Fabrieken
De laatste decennia van de 18e eeuw begint een aantal weefbazen voor eigen rekening te produceren. Dit betreft:

### Raymakers
- De firma Raymakers dateert van 1773 toen Johannes Raymakers een weefbedrijf begon. Het bedrijf is gelegen aan Kanaaldijk Noord-West en beschikt over een imposant historisch fabrieksgebouw dat oorspronkelijk grotendeels dateert uit eind jaren twintig van de 20ste eeuw. In 1951 werd het predicaat Koninklijke verleend. Op het hoogtepunt werkten er 1200 tot 1500 mensen. Het was in deze tijd moeilijk om aan personeel te komen. In 1970 kwamen er voor het eerst gastarbeiders, en wel uit Joegoslavië. Toen waren er al bedrijfsonderdelen gesloten, zoals de damastweverij en iets later, in 1966 de dekenweverij. In 1978 ging men samenwerken met Diddens & Van Asten. Van eind 20e eeuw tot 2024 heette het bedrijf: Koninklijke Nederlandse Textielfabrieken J. A. Raymakers & Co. BV. dat vrijwel uitsluitend velours produceert, waarbij het bedrijf over een eigen weverij te Gemert beschikt. Eind 2024 werd het bedrijf na een faillissement in afgeslankte vorm voortgezet als Vescom Velvet.

### Swinkels en Roijakkers
- Eind 18de eeuw begonnenPetrus Swinkels en Hendrik Roijakkers een katoendrukkerij.
- Een nazaat van Swinkels, Willem Swinkels begon in 1859 een apprêteerderij aan de Veestraat. In 1861 kwam de appreteur Josef Theissen van Mönchen-Gladbach als mede-vennoot naar Helmond. In 1866 trad zijn opvolger Peter Theissen uit en begon, zonder veel succes, voor zichzelf. De fabriek van Swinkels groeide verder en werd gevestigd aan de Kanaaldijk. Er kwam een kleurenververij bij en, na 1900, een spinnerij, gevolgd door mechanische weverijen in Mierlo (1905) en Deurne (1920). In 1935 ging de NV W. Swinkels failliet.

### Bogaers
- In 1789 startte Pieter Bogaers (fabrikant) een bontweverij, vanaf 1800 voortgezet door zijn weduwe en oudste zoon, Hendrik Pieter, als Wed. P. Bogaers en Zoon. Vanaf 1812 namen hieraan ook zijn zwager, Frans Sanders, en kasteelheer Carel Frederik I Wesselman deel. De firma  Wesselman, Bogaers en Sanders had haar werkplaats annex textielververij op een terrein dat deel uitmaakte van de voormalige heerlijkheid Helmond. Rond het midden van de 19e eeuw werd de firma voortgezet door een volgende generatie van de drie oorspronkelijke firmanten, tot Willem Lodewijk Wesselman per 1870 uittreedt en de firma als Bogaers & Sanders verder gaat.
- In 1872 splitste deze firma in Bogaers en Zonen en J.F Sanders. Bogaers en Zonen groeide uit de grootste weverij van Helmond, met ongeveer 300 werknemers in 1900. Hier werkten veel vrouwen en ook dezen maakten lange dagen.
- De bontweverij Sanders & Swane kende in 1903 een zeer door de bevolking gesteunde staking waarbij het lage stukloon werd bestreden.
- In 1918 of 1919 werd de firma Bogaers stilgelegd, waarna machinefabriek Helmat het pand betrok.

### Bots
- In 1791 vestigde zich een teut uit Borkel, Arnoldus Bots, met zijn gezin in Helmond. Hij begon in de Veestraat samen met zijn drie zonen een linnenblekerij en een bontweverij, later uitgebreid met een katoenspinnerij en -weverij. De drie zonen, Jacobus, Johannes en Antoni, gingen in de eerste helft van de 19e eeuw uiteen. In 1840 liet Jacobus Bots het Auw Fabriekske bouwen, een drie verdiepingen hoog bedrijfsgebouw met een sierlijke zijgevel, dat als pak- en werkhuis voor voorbereiding weven waaronder garenverven en afwerking weefsels diende. Het pand is het oudste industriële monument van Helmond.

## Ontwikkeling van 1798-1850
Ondertussen werd in 1798 het ancien régime afgeschaft, waardoor de economie zich vrijelijker kon ontplooien. De volgende bedrijven werden opgericht:

### Sutorius
- In 1802 begon Pieter Sutorius een blauwververij en katoenblekerij.

### Prinzen
- Ook in 1802 begon Willem Prinzen samen met Willem Ramaer uit Bergeijk een weverij.

### Coovels
- In 1803 vestigde de Bergeijkse teut Petrus Coovels zich te Helmond, en samen met twee zonen begon hij een stoombontweverij die bestaan heeft van 1867-1894

### Diddens
- In 1811 begon de kleermaker Willem Diddens een ververij, die later met een weverij en een textieldrukkerij werd uitgebreid.

Tot aan het laatste kwart van de 19de eeuw bleef het weven huisnijverheid, waarbij ook veel thuiswevers in de omgeving waren ingeschakeld.

## Industriële revolutie en daarna

### Vlisco
- In 1843 trad de Amsterdamse koopman Pieter Fentener van Vlissingen toe tot de katoendrukkerij van Sutorius. Hij overleed spoedig daarna maar zijn 20-jarige zoon, Pieter Fentener van Vlissingen jr., nam het bedrijf over. Hij schafte de eerste stoommachine van Helmond aan. Hij richtte zich op Nederlands-Indië met de productie van imitatie-batik. Een oom, die suikerfabrikant was op Java, zorgde voor het afzetkanaal. Het bedrijf groeide uit tot het hedendaagse Vlisco, dat nog steeds imitatie-batik produceert en dit exporteert naar West-Afrika. Omstreeks 1850 kwam in deze fabrieken nog veel kinderarbeid voor, waarbij jongens soms al vóór hun 12e jaar als strijker te werk werden gesteld. Ze moesten de verfpap glad strijken en werden vaak ook door de handdrukkers slecht behandeld, daar deze van de strijkers afhankelijk waren voor de snelheid van hun werk, want ze kregen stukloon uitbetaald. Een heel wat beter initiatief was de Fabrieksschool, die het bedrijf in 1900 oprichtte om het opleidingsniveau van de jongeren op een hoger peil te brengen dan te doen gebruikelijk bij het toenmalige gebrekkig schoolbezoek en onderwijs. Het was een soort praktijkschool, want er moest ook in de fabriek gewerkt worden. De Vlisco werd in het laatste kwart van de 19de eeuw diverse malen getroffen door brand. De herbouw in 1884 ging vergezeld van de installatie van een Sprinkler-brandblusinstallatie, een van de eerste op het Europses continent. De daarvoor bestemde watertoren staat nog steeds op het bedrijfsterrein. Mede met het oog op het brandgevaar liet Vlisco in 1911 een groot fabrieksgebouw in gewapend beton neerzetten, het eerste gebouw in dit materiaal ter plaatse. Het was tevens het eerste gebouw van Vlisco aan het kanaal; tot dan toe was de bebouwing geconcentreerd rond het riviertje de Aa.

### Carp
- De uit Duitsland afkomstige verfmeester Georg Kaulen vestigde zich in 1831 in Aarle-Rixtel, waar hij betrokken was bij een nieuw opgerichte turksroodververij. In 1837 begon hij voor zichzelf in Helmond.
- In 1848 vestigde zich Jacob Arnoud Carp in Helmond. Hij was getrouwd met een dochter van kasteelheer Carel Frederik II Wesselman. Van 1848-1859 zou hij samenwerken met Kaulen, waarna hij met en roodververij onder eigen naam begon. Een kleinzoon van de oprichter bracht begin 20ste eeuw de zaak tot bloei en tijdens de Eerste Wereldoorlog kwam het tot omzetting in een NV om de uitbreiding tot een naaigarenfabriek mogelijk te maken. In de NV J.A. Carp's Garenfabrieken kreeg het Schotse J & P Coats Ltd in 1938 een meerderheidsbelang. Carp bleef tot haar sluiting in 1969 bestaan.

### Hatéma
- Peter de Wit was actief in de reeds bestaande firma Leijten, Kluskens & Cie, die in 1855 was opgericht. In 1887 begon hij voor zichzelf een textielfabriek. In 1896 nam zoon Piet de Wit het bedrijf over, maar in 1900 ging dit failliet. Vervolgens startte hij een dekenfabriek die snel groeide maar door Piets extravagante levensstijl in 1925 eveneens failliet ging. De fabriek maakte in 1926 een doorstart als NV De Wit's Dekenindustrie en deze bleef bestaan als Hatéma, tot ze in 1969 fuseerde met Texoprint. Deze firma ging in 1972 Gamma Holding heten. De productie in de Hatéma-fabrieken werd geleidelijk gestaakt en in 2005 werden de gebouwen gesloopt.

## Verval
In 1890 waren er in Helmond dertien stoomweverijen, waarvan er in 1914 nog zeven over waren. Soms werden bedrijven geliquideerd bij gebrek aan opvolging.
Toen na de Tweede Wereldoorlog de industrie weer op gang kwam, was de textielindustrie was nog steeds de belangrijkste bedrijfstak. Er bestonden toen een aantal weverijen met spinnerij, een katoendrukkerij, twee garenfabrieken en enkele confectieateliers. Dit zou echter spoedig veranderen.
- In 1961 sloot de weverij van Ramaer.
- In 1969 fuseerde Hatéma met het textielconglomeraat Texoprint en sloot de fabriek van Carp.
- In 1972 ging Terwindt, Arntz & Holtus dicht.

Nog meer fabrieken zouden volgen, slechts de Vlisco en Raymakers bleven bestaan. De concurrentie met lagelonenlanden eiste haar tol. Dit alles leidde tot een hoge werkloosheid en verpaupering. Door initiatieven zoals Helmond Groeistad en het aantrekken van nieuwe bedrijven kwam Helmond er uiteindelijk weer bovenop.

## Externe bron
- Henk Roosenboom, 2008. Het Helmondboek. Zwolle: Waanders Uitgevers. ISBN 978 90 400 8527 7
- M. Swinkels mmv G. van Hooff, 2010. Helmond, stad van nijverheid en industrie. Helmond: Stichting Industrieel Erfgoed Helmond. ISBN 978 90 815182 1 5